# Chinese Volleyball Super League (femminile)
La Chinese Volleyball Super League è la massima serie del campionato cinese di pallavolo femminile: al torneo partecipano quindici squadre di club cinesi e la squadra vincitrice si fregia del titolo di campione di Cina.

## Albo d'oro
| Dal 1996 al 2017 la competizione è denominata Chinese Volleyball League |                  |                  |          |
| 1996-97 Dettagli                                                        | Shanghai         | Jiangsu          | Zhejiang |
| 1997-98 Dettagli                                                        | Shanghai         | Jiangsu          | Zhejiang |
| 1998-99 Dettagli                                                        | Shanghai         | Zhejiang         | Sichuan  |
| 1999-00 Dettagli                                                        | Shanghai         | Jiangsu          | Bayi     |
| 2000-01 Dettagli                                                        | Shanghai         | Bayi             | Liaoning |
| 2001-02 Dettagli                                                        | Bayi             | Liaoning         | Tianjin  |
| 2002-03 Dettagli                                                        | Tianjin          | Bayi             | Liaoning |
| 2003-04 Dettagli                                                        | Tianjin          | Bayi             | Liaoning |
| 2004-05 Dettagli                                                        | Tianjin          | Bayi             | Zhejiang |
| 2005-06 Dettagli                                                        | Liaoning         | Tianjin          | Henan    |
| 2006-07 Dettagli                                                        | Tianjin          | Liaoning         | Jiangsu  |
| 2007-08 Dettagli                                                        | Tianjin          | Bayi             | Shanghai |
| 2008-09 Dettagli                                                        | Tianjin          | Shanghai         | Jiangsu  |
| 2009-10 Dettagli                                                        | Tianjin          | Shanghai         | Bayi     |
| 2010-11 Dettagli                                                        | Tianjin          | Guangdong Hengda | Shanghai |
| 2011-12 Dettagli                                                        | Guangdong Hengda | Shanghai         | Tianjin  |
| 2012-13 Dettagli                                                        | Tianjin          | Guangdong Hengda | Zhejiang |
| 2013-14 Dettagli                                                        | Zhejiang         | Tianjin          | Bayi     |
| 2014-15 Dettagli                                                        | Bayi             | Shanghai         | Jiangsu  |
| 2015-16 Dettagli                                                        | Tianjin          | Jiangsu          | Shanghai |
| 2016-17 Dettagli                                                        | Jiangsu          | Zhejiang         | Tianjin  |
| Dal 2017 la competizione è denominata Chinese Volleyball Super League   |                  |                  |          |
| 2017-18 Dettagli                                                        | Tianjin          | Shanghai         | Jiangsu  |
| 2018-19 Dettagli                                                        | Beijing          | Tianjin          | Shanghai |
| 2019-20 Dettagli                                                        | Tianjin          | Shanghai         | Beijing  |
| 2020-21 Dettagli                                                        | Tianjin          | Jiangsu          | Shanghai |
| 2021-22 Dettagli                                                        | Tianjin          | Shanghai         | Shenzhen |
| 2022-23 Dettagli                                                        | Tianjin          | Shanghai         | Jiangsu  |
| 2023-24 Dettagli                                                        | Tianjin          | Shanghai         | Jiangsu  |

## Palmarès
| Squadra          | Titolo | Stagione |
| ---------------- | ------ | --- |
| Tianjin          | 16     | 2002-03, 2003-04, 2004-05, 2006-07, 2007-08, 2008-09, 2009-10, 2010-11, 2012-13, 2015-16, 2017-18, 2019-20, 2020-21, 2021-22, 2022-23, 2023-24 |
| Shanghai         | 5      | 1996-97, 1997-98, 1998-99, 1999-00, 2000-01 |
| Bayi             | 2      | 2001-02, 2014-15 |
| Liaoning         | 1      | 2005-06 |
| Guangdong Hengda | 1      | 2011-12 |
| Zhejiang         | 1      | 2013-14 |
| Jiangsu          | 1      | 2016-17 |
| Beijing          | 1      | 2018-19 |

## Denominazioni precedenti
- 1996-2017: Chinese Volleyball League